# God vergeef me
God vergeef me is een single van de Marokkaans-Belgische rapper Soufiane Eddyani uit 2016. 

## Achtergrond
God vergeef me is geschreven door Soufiane Eddyani en geproduceerd door Lo-Bo. Het is een Nederlandstalig hiphopnummer waarin de rapper om vergiffenis vraagt van zijn God voor de dingen die hij heeft gedaan. Met het nummer probeert de artiest de boodschap over te brengen aan luisteraars om niet het "slechte" pad op te gaan. De rapper kwam met het idee van het lied tijdens het beluisteren van Islamitische muziek.

## Hitnoteringen
Het lied was bescheiden succes in Nederland. Het piekte op de 44e plaats van de Single Top 100 in de zeven weken dat het in deze hitlijst te vinden was. Het werd ook getipt voor de Vlaamse Ultratop 50.